# Investiční diamant
Investiční diamanty jsou samostatné drahé kameny vysoké kvality, které nejsou zasazené do šperku. Investice do diamantů je poslední dobou stále populárnějším jevem.[zdroj⁠?!] Rozšířila se i mezi malé investory, kteří v nich hledají jistotu.[zdroj⁠?!] Investování do drahých kamenů je alternativou k tradičnějším formám, jako jsou akcie, dluhopisy nebo finanční deriváty. Často se u nákupu diamantů uplatňuje pravidlo třetin, které říká, že ideální rozdělení investic je na 3 díly. První slouží k aktivnímu použití, třeba k podnikání. Druhá třetina generuje stálý pasivní příjem, například dluhopisy. Třetí díl pak slouží k úschově finančních prostředků na horší časy. Do poslední skupiny se řadí nákup investičních diamantů, uměleckých děl a jiné, a to z důvodu stálosti investice a snahy minimalizovat cenové výkyvy.

## Cena investičních diamantů
Cena těchto drahých kamenů se posuzuje stejně, jako u diamantů ve šperkařství. Hlavním kritériem pro stanovení ceny je tak pravidlo 4C. Tato zkratka označuje 4 hlavní vlastnosti diamantu, které jsou: Clarity (čistota), carat (váha v karátech), color (barva kamene) a cut (brus). Každý investiční diamant má na základě 4C stanovenou cenu dle ceníku Diamond Rapaport report, což je jeden z nejuznávanějších velkoobchodních ceníků.
Cena investičního diamantu by měla být vždy stanoveno odborníkem a podložena certifikátem. Laik nemá téměř žádnou šanci cenu kamene odborně posoudit.

## Parametry investičních diamantů
Přesto, že se hodnota diamantů (udávána velkoobchodním ceníkem Rapaport Diamond report) vyvíjí napříč všemi kategoriemi. Investor by měl svůj výběr zúžit na takové diamanty, které jsou žádané a jejich množství je značně omezeno. Tato kritéria splňují pouze bezbarvé diamanty s nejvyššími stupni hodnocení, nebo přírodně zabarvené diamanty. Vzhledem k historickému vývoji je nárůst hodnoty těchto diamantů vůbec nejvyšší.

### Hmotnost (ct)
Výnosnost bezbarvých diamantů je dána zvyšující se váhou diamantu. Tento fakt lze reflektovat jednoduchou poučkou, kdy s rostoucí hmotností drahých kamenů, klesá přirozeně jejich dostupnost. Ideální hmotnost investičního diamantu by pak měla začínat na váze 1.00ct (karát).
Na rozdíl od bezbarvých diamantů se přírodně zabarvené diamanty považují za investiční takřka ve všech velikostech.

### Čistota
Bezbarvé investiční diamanty by v ideálním případě neměly obsahovat žádné inkluze nebo jen velmi, velmi malé, které lze ověřit pouze profesionálním pracovníkem gemologické laboratoře, a to za použití binokulárního mikroskopu. Zvažujete-li investici do diamantů, měli byste se pohybovat v rozmezí hodnocení Very Very Small Inclusions 2 (VVS2) až k stupni Internally Flawless (IF) nebo Flawless (FL).
U přírodně zabarvených diamantů se doporučuje vyhnout pouze hodnotám Included (I) 2 a 3, které již mohou mít vliv na celkovou soudržnost diamantu.
Více se o čistotě diamantu dozvíte zde: Čistota diamantu

### Barva
Přírodní bezbarvé diamanty (spadající do klasifikačního stupně D až Z) můžeme považovat za vhodné k investici, pokud jejich hodnocení barvy přesahuje stupeň F. Mimo stupně F (Vzácně bílý) jsou to také hodnocení E (Výjimečně bílý) a D (Výjimečně bílý+). 
V případě barevných diamantů je pak nasnadě vyhnout se diamantům černých, hnědých, šedivých a mléčných odstínů. Investice se vyplatí jen do barev, které jsou méně dostupné, jako např. růžové, modré, fialové nebo zelené. Čím je jejich odstín barvy výraznější, tím roste jejich hodnota.
Více se o barvě diamantu dozvíte zde: Barva diamantů

### Mezinárodní certifikace je povinností
Klíčovým ukazatelem přesných parametrů nejen investičních diamantů je certifikát vydaný nezávislou institucí, a to konkrétně mezinárodní gemologickou laboratoří. Jedná se o profesionální dokument deklarující přírodní původ, ale také potvrzující skutečnost, že diamant neprošel žádnými formami technologických úprav, které by měly vliv na jeho vzhled a s tím spojenou jeho hodnotu.
Vzhledem k přísným kritériím, které musí společnosti splňovat, se dá výběr mezinárodně uznávaných gemologických laboratoří zúžit na výpis těch nejprestižnějších:
- GIA – Gemological Institute of America
- HRD – Hoge Raad voor Diamant
- EGL – European Gemological Laboratory
- IGI – International Gemological Institute

## Výnosy investic
Cena broušených diamantů takřka neustále roste.[zdroj⁠?!] Je to dáno vysokou poptávkou trhu a stále se zmenšující nabídkou[zdroj⁠?!]. V dnešní době se ložiska diamantů ztenčují a náklady na získání jednoho kamene rostou, jelikož je zapotřebí hledat je ve stále extrémnějších podmínkách (Sibiř, Kanada a jiné).
Obecně se uvádí, že cena broušených diamantů narůstá o 5 až 10 procent ročně a za posledních 100 let klesla pouze dvakrát, a to v 70. letech a v roce 2008. I přes poslední výkyv v roce 2008 se cena broušených diamantů za posledních 13 let téměř zdvojnásobila.

## Likvidita a jiné aspekty
I přes to, že cena diamantů vykazuje téměř neustálý růst, investice s těmito kameny přináší i některá rizika. V první řadě je to likvidita. Tento termín označuje ochotu ostatních investorů odkoupit investici, v tomto případě diamant. Investiční zlato, cenné papíry nebo dluhopisy jsou povětšinou prodejné takřka okamžitě, zatímco u diamantů není tak snadné najít v krátkém čase kupce.
Investoři by neměli zapomínat, že v EU jsou investiční diamanty zatíženy DPH, což zvyšuje finanční náročnost investice. Často se ale zakoupené diamanty fyzicky nechávají v zahraničních sejfech, a tím se tak dá placení DPH obejít.
Cena diamantu se udává v dolarech. Obecně platí, že pokud dolar ztrácí, roste hodnota diamantu. Je tedy nutné kurzové riziko brát v potaz.